# Eems-Jadekanaal
Het Eems-Jadekanaal is een verbinding tussen de rivier de Eems bij Emden in Oost-Friesland en de Jadeboezem bij Wilhelmshaven. Het kanaal is een belangrijk onderdeel voor de afwatering van Oost-Friesland. Het kanaal wordt geëxploiteerd en onderhouden door de deelstaat Nedersaksen

## Geschiedenis
Het Eems-Jadekanaal werd gebouwd in de jaren 1880-1888 om de Pruisische marinehaven Wilhelmshaven, op het grondgebied van het groothertogdom Oldenburg, te verbinden met het Pruisische Oost-Friesland. Het kanaal werd gebouwd zowel voor de ontwatering van het gebied als ten behoeve van het transport. Tussen Emden en Aurich was al een kanaal, het Treckschuitenfahrtskanal, dat werd gebouwd in de jaren 1798-1800.

## Kerngegevens
Het kanaal is 72,3 kilometer lang en loopt door de volgende plaatsen:
- Emden
- Ihlow
- Südbrookmerland
- Aurich
- Friedeburg
- Sande
- Wilhelmshaven aan de Jadeboezem

Het kanaal heeft zes sluizen en wordt gekruist door 15 vaste en 26 beweegbare bruggen. Het kanaal kan gebruikt worden door schepen van 33 meter lang, 6,20 meter breed en een diepgang van maximaal 1,70 meter. Het kanaal wordt voornamelijk gebruikt door de pleziervaart. Rond Aurich, dat aan het kanaal een binnenhaven heeft, komt beroepsvaart voor. 

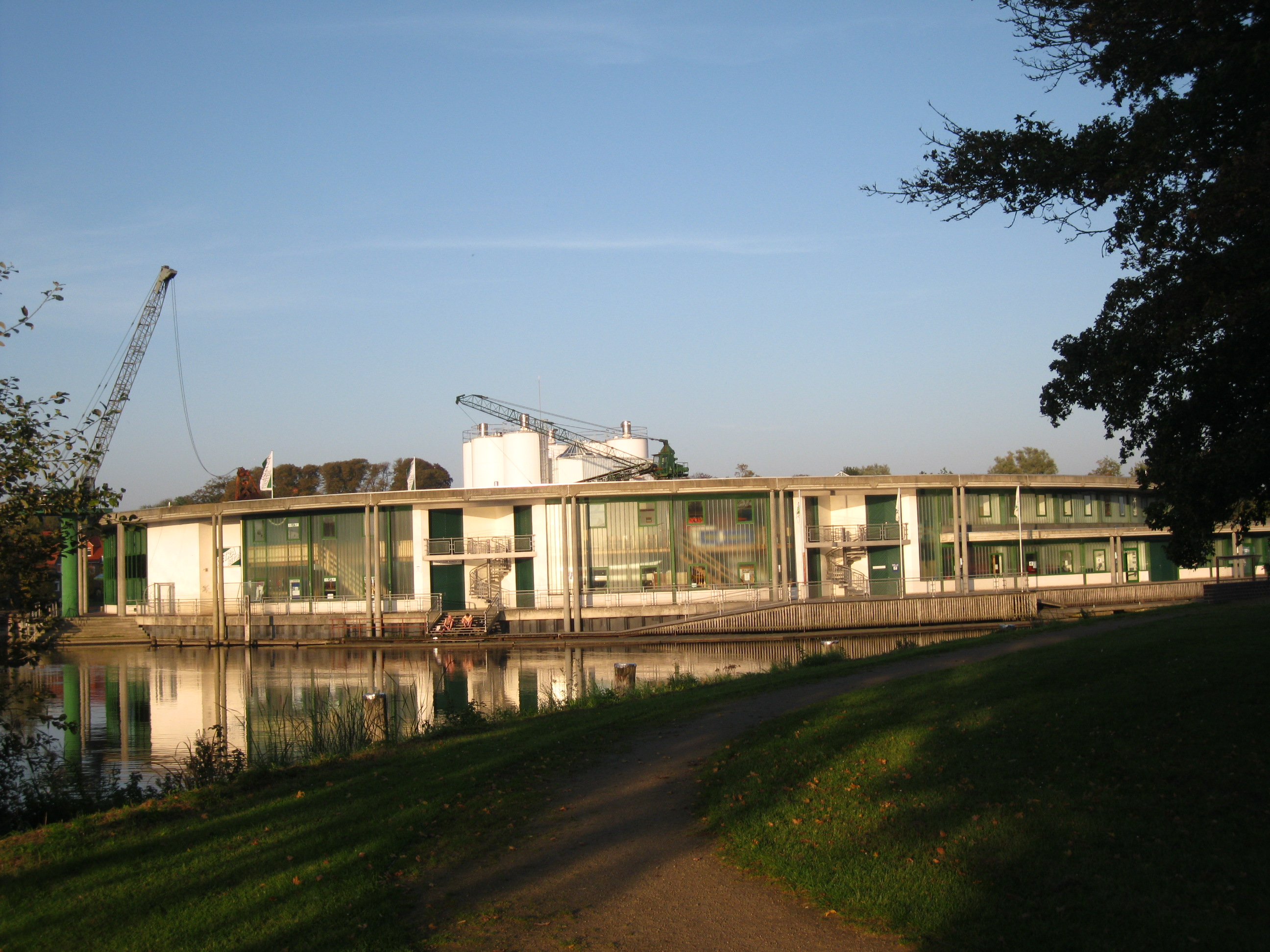
Betonfabriek aan de Auricher binnenhaven

Ten oosten van Emden bestaat een aansluiting richting het Dortmund-Eemskanaal.
In Wilhelmshaven wordt het kanaal overbrugd door de Kaiser-Wilhelm-Brücke. In 1907 kwam de draaibrug gereed en was toen de grootste brug van dit type in Europa.